# Орландич, Марко
Ма́рко Орла́ндич (черног. Марко Орландић, (28 сентября 1930, дер. Сеоце, Бар, Королевство Югославия — 20 декабря 2019, Подгорица) — югославский дипломат, посол в СССР в 1978—1982 годах.

## Биография
Окончил экономический факультет Белградского университета. Участник партизанской борьбы в Воеводине. В 1948 году вступил в Союз коммунистов Югославии.
Начальник управления хозяйственного планирования, затем секретарь по вопросам экономики Исполнительного веча Скупщины Республики Черногория.
В 1965 году избран в состав ЦК и Исполкома Президиума ЦК СК Черногории.
С 1970 года член Союзного исполнительного веча (правительства) СФРЮ, представитель СФРЮ в СЭВ.
В 1974—1978 годах назначен председателем Исполнительного веча Черногории.
В 1978—1982 годах — посол Югославии в СССР.
С 1978 года член ЦК СКЮ.
С 7 мая 1983 по 7 мая 1984 Председатель Скупщины Социалистической Республики Черногории, член президиума СФРЮ.
С июля 1984 Председатель ЦК Союза коммунистов Черногории. С 1986 вновь член Президиума ЦК СКЮ (до 1 февраля 1989 года).
Был председателем исполнительного комитета Социалистического союза трудового народа Югославии.
Выступил сторонником независимости Черногории от Сербии, заявив, что «граждане Черногории, и черногорцы в особенности, свои интересы наилучшим способом могут обеспечить в границах своего государства».
Автор книг "В вихре" (1997), "Накануне распада" (2002), "Черногорское крушение" (2005).